# Glacier de Lognan
Le glacier de Lognan est un glacier de France situé dans le massif du Mont-Blanc, sur la commune de Chamonix-Mont-Blanc.
Le glacier naît sur l'ubac de l'aiguille des Grands Montets, à environ 3 100 mètres d'altitude, et se dirige vers le nord. Il est entouré par le glacier de la Pendant au sud-ouest, le glacier des Rognons au sud-est et le glacier des Grands Montets au sud sur l'adret de l'aiguille des Grands Montets. Le domaine skiable des Grands Montets s'étend en partie sur le glacier avec la piste noire « Pylônes » et son survol par le téléphérique des Grands Montets.

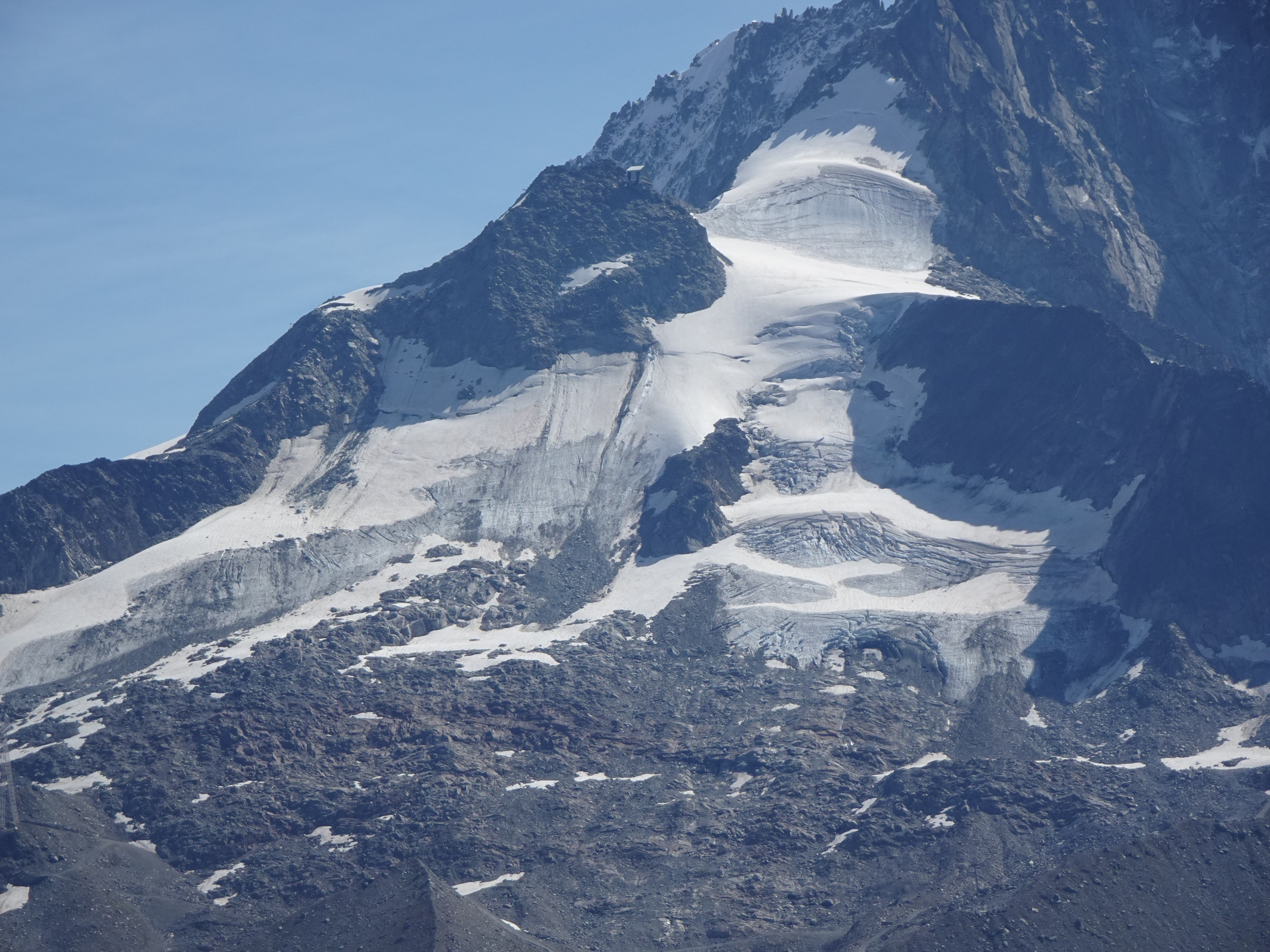
Vue depuis les lacs des Chéserys au nord-ouest du glacier des Grands Montets en arrière de l'aiguille du même nom dominant les glaciers de Lognan (sur la gauche) et de la Pendant (sur la droite).